# MOUNTAIN BANANA
『MOUNTAIN BANANA』（マウンテン・バナナ）は、日本のロックバンドザ・クロマニヨンズの16枚目のアルバムである。2023年1月18日にリリース。

## 概要
前作『SIX KICKS ROCK&ROLL』から約1年ぶりのアルバム作品。
NHK Eテレ『ギョギョッとサカナ★スター』および総合テレビ『超ギョギョッとサカナ★スター』の主題歌で、2022年12月14日にリリースの先行シングル『イノチノマーチ』を含む全12曲収録でCDとアナログ盤の2形態。
なお、『イノチノマーチ』はシングル版・アルバム版ともにTVサイズ版とは別テイクである。

## 収録曲
| 全編曲: ザ・クロマニヨンズ。 |                                                                  |            |       |
| #                            | タイトル                                                         | 作詞・作曲 | 時間  |
| 1.                           | 「ランラン」(映画『Gメン』主題歌。)                              | 真島昌利   | 2:24  |
| 2.                           | 「暴走ジェリーロック」                                           | 甲本ヒロト | 2:55  |
| 3.                           | 「ズボン」                                                       | 甲本ヒロト | 2:23  |
| 4.                           | 「カマキリ階段部長」                                             | 真島昌利   | 3:16  |
| 5.                           | 「でんでんむし」                                                 | 甲本ヒロト | 4:06  |
| 6.                           | 「一反木綿」                                                     | 甲本ヒロト | 3:28  |
| 7.                           | 「イノチノマーチ」(NHK Eテレ『ギョギョッとサカナ★スター』主題歌) | 甲本ヒロト | 2:41  |
| 8.                           | 「ドラゴン」                                                     | 真島昌利   | 4:52  |
| 9.                           | 「もうすぐだぞ! 野犬!」                                          | 甲本ヒロト | 3:00  |
| 10.                          | 「キングコブラ」                                                 | 甲本ヒロト | 2:28  |
| 11.                          | 「さぼりたい」                                                   | 真島昌利   | 3:20  |
| 12.                          | 「心配停止ブギウギ」                                             | 真島昌利   | 3:19  |
| 合計時間:                    | 合計時間:                                                        | 合計時間:  | 38:12 |

## 参加アーティスト
ザ・クロマニヨンズ
- 甲本ヒロト（ボーカル）
- 真島昌利（ギター）
- 小林勝（ベース）
- 桐田勝治（ドラムス）